# Castell de Fornils
El castell de Fornils és una important edificació medieval, als peus de la cinglera del Far, a cavall entre les Guilleries i la Serralada Transversal. Bastit en un petit turó al costat esquerre del torrent de l'Om de Vallisana. El seu emplaçament estratègic li permet controlar el territori comprés entre la cinglera del Far, el pla de Sant Martí Sacalm, Susqueda i els cingles de Rupit. És conegut també amb els noms de castell del Roure, castell de Sant Pau i castell de les Gleies.

## Història
Durant el segle x es creà als monts d'Ausona un gran terme castral que tenia el seu centre al castell de Fàbregues. Durant els segles xii i xiii el terme es dividí en dos; d'una banda el del castell de Rupit, amb les parròquies de Rupit, Pruit i Sant Joan de Fàbregues, i de l'altre el del castell de Fornils amb les parròquies de Sant Martí i Susqueda. Aviat, el castell de Fornils passà a dependre del castell de Rupit. Rupit i Fornils pertanyien a la casa vescomtal de Cardona. Bernat Amat de Cardona i d'Empúries, l'any 1310, llegà el castell de Fornils a la seva filla Sibil·la. El 1342, Hug de Pallars, fill de Sibil·la, donzell i senyor del castell de Fornils concedí en establiment a Guillem de Bosc i la seva muller Maria, de Sant Martí Sacalm un tros de terra que hi havia davant del castell («quod era ante castrum nostrum de Fornils»). El batlle del castell («baiulus castri de Fornils») era, en aquest moment, Guillem de Puiggarí.
Gilabert VI de Cruïlles fou senyor de Rupit i de Fornils des de l'any 1369, en comprar els drets que hi tenien els comtes de Pallars. Així es recuperà un antic gran terme castral del s.X.

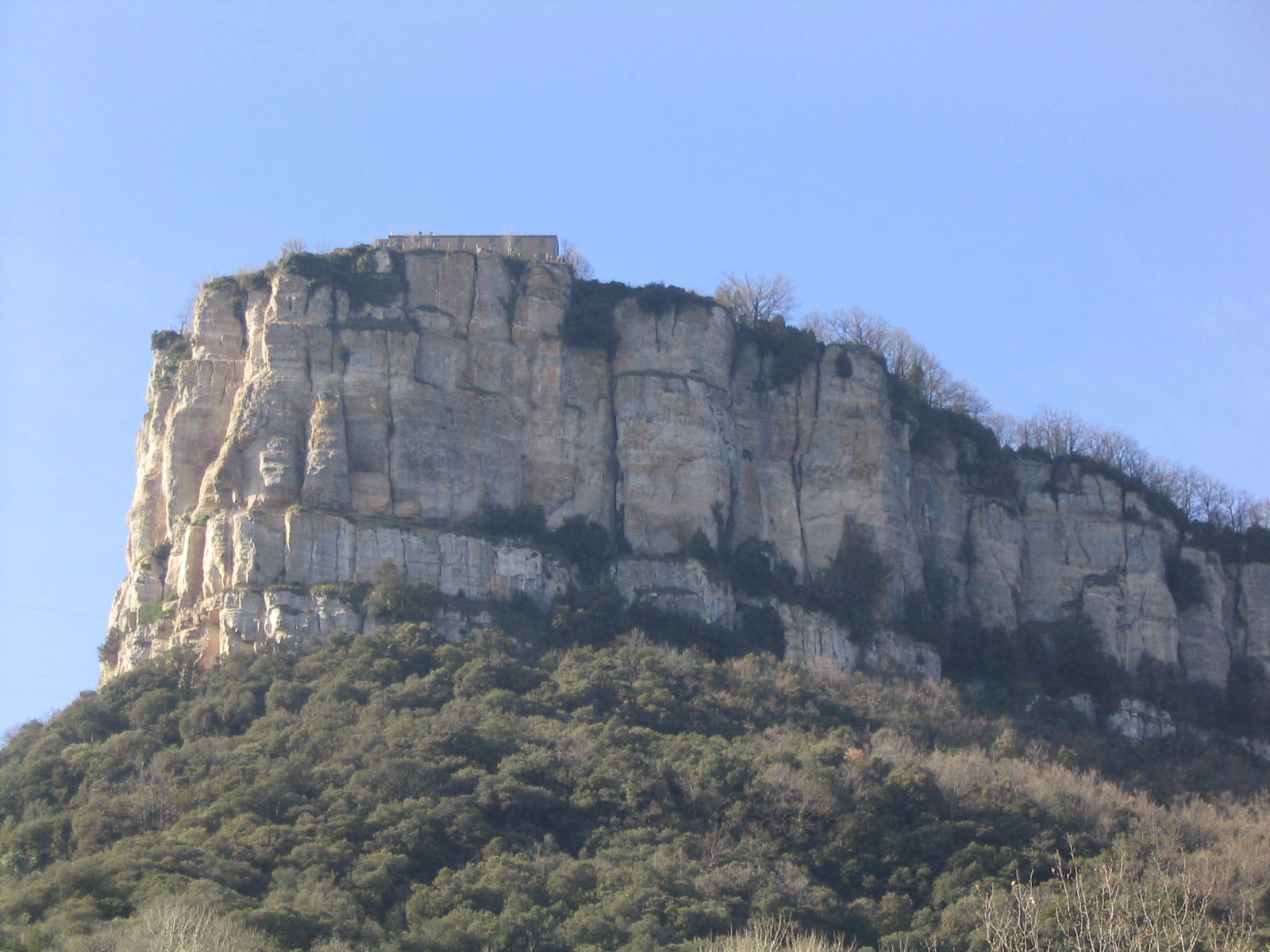
La cinglera del Far

## Arquitectura
Tot el monument és ple de runa i de vegetació i és difícil una visió de conjunt però pels vestigis pervinguts, cal considerar-lo una fortalesa residencial força important.

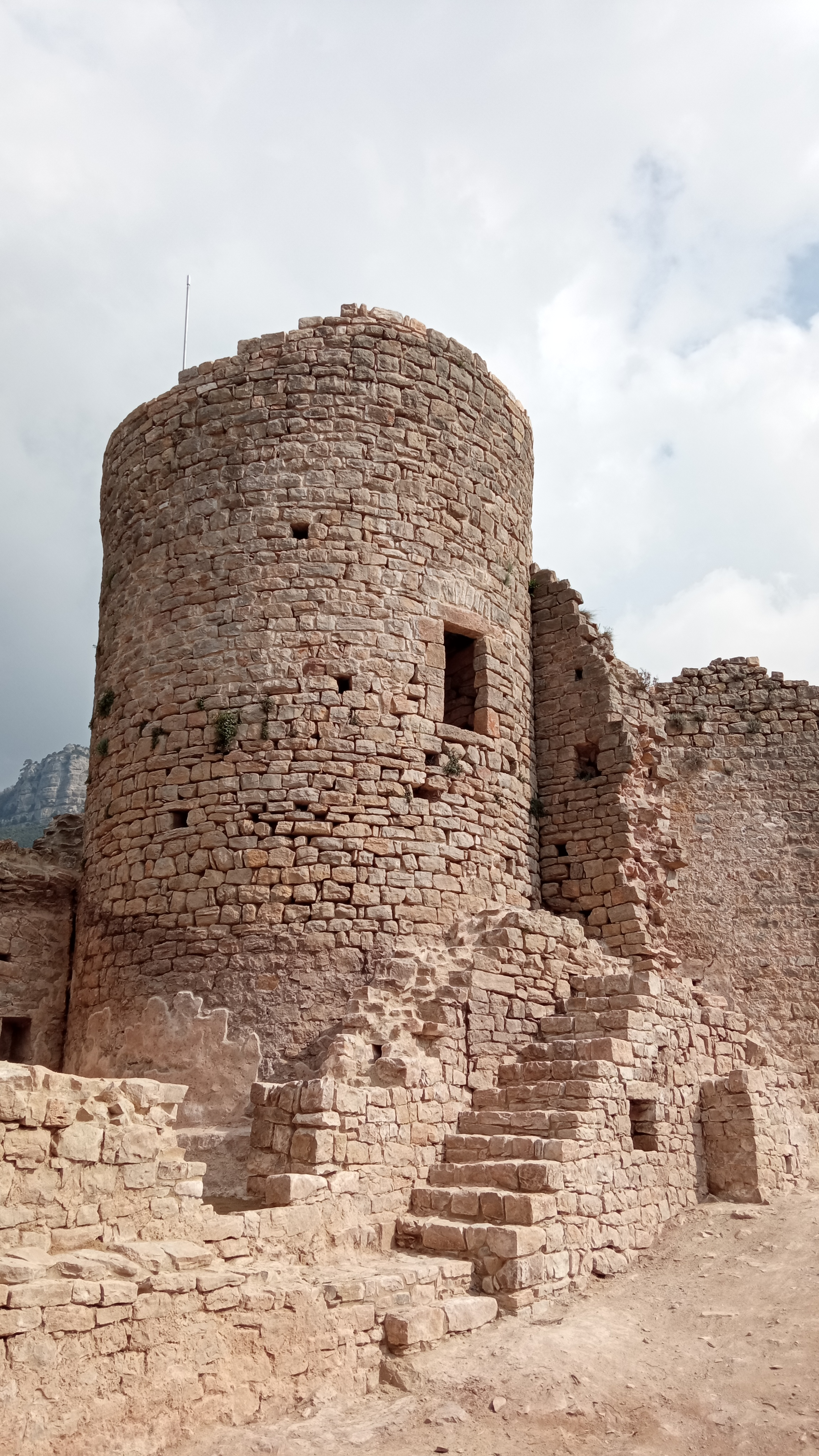

Centra el castell la torre de l'homenatge, rodona, de dues plantes, d'una alçada de 8 m, un diàmetre de 5,75 m i un gruix de mur d'1,25 m. La porta d'accés es troba al primer pis i té a sobre una llinda i un arc de càrrega. Les cobertes són fetes amb voltes de pedra i morter de calç abundant. L'aparell del mur és de carreus escantonats, en filades regulars i units amb morter de calç i sorra. Pel que fa a les obertures, la torre del castell té una finestra rectangular de mida mitjana, les parets meridionals conserven petites finestres quadrades i la façana nord mostra més de 6 espitlleres d'una sola esqueixada. Les espitlleres en refermen el caràcter defensiu.
Al nord-est la torre té adossada una habitació rectangular de murs força gruixuts doncs formen part de les parets mestres del castell. Era coberta amb volta de pedra (es veu l'arrencada de la volta), i que també deuria tenir dues plantes. A l'oest i al sud de la torre hi ha la resta de dependències, que conformen en planta un gran rectangle d'orientació diferent a la de la cambra abans esmentada. L'estat de conservació dels murs oscil·la entre 1 i 10 m d'alçada, i bona part estan espitllerats.
La porta d'entrada de l'habitació és feta amb un arc escarser, que s'acostuma a posar sobre les portes i finestres per tancar-les amb més seguretat per dalt.
La torre seria un primer enclavament defensiu bastit a final del segle xi, quan desapareix el castell de Fàbregues i es divideix el terme. Lles altres dependències s'afegirien al llarg dels segles xii i xiii.